# Cactus conifer
Cactus conifer là một loài thực vật có hoa trong họ Cactaceae. Loài này được (Haw.) Kuntze mô tả khoa học đầu tiên năm 1891.